# Carlos Calvet
Carlos Calvet (* 26. Juni 1959) ist ein spanischer Wissenschaftsjournalist, der in Deutschland tätig ist. Er ist Berater der German Ufo Research Association und des VfgP (Verein für grenzwissenschaftliche Phänomene).
In der Vergangenheit befasste sich Calvet hauptsächlich mit dem Thema Physik, insbesondere der Quantenphysik, worüber er viele Bücher verfasst hat. Jedoch handelt es sich um strittige Theorien über Physikalische Effekte und Ereignisse in der Welt der Wissenschaft vor allem in der Welt der Physik. Er geht z. B. davon aus, dass es eine unglaubliche Verschwörung in der Welt der Physik gegeben hat, um neue Technologien wie z. B. die Nutzung der Energie aus dem Quantenvakuum zurückzuhalten. Heutzutage schreibt er nur noch über Geschichte längst vergangener Völker und Kulturen. Sein aktuelles Werk ist das Buch „Geschichte und Mythen der Kanaren“, welches im Bohmeier Verlag erschienen ist.

## Werke
- Geheimtechnologien: von Nanomaschinen über Quantencomputer bis zur interstellaren Raumfahrt von morgen. Lübeck: Bohmeier 2001 ISBN 3-89094-330-6
- Hyperraum: die Beherrschung von Raum und Zeit; auf den Spuren der Schöpfung. Marktoberdorf: Argo 2002 ISBN 3-9807519-4-5
- Das grosse Geheimnis der Bibel: (Genesis und Exodus); die Grundlagen der neuen Physik, angewandt auf die Zeit vor, während und nach dem Paradies. Leipzig: Bohmeier Verlag 2004 ISBN 3-89094-408-6
- Einstein und die Macht des Quanten-Vakuums: der Wettlauf um die definitive Technologie und die Kontrolle der vier Naturkräfte hat begonnen! Leipzig: Bohmeier 2005 ISBN 3-89094-434-5
- Geschichte und Mythen der Kanaren  Leipzig: Bohmeier Verlag 2007 ISBN 978-3-89094-517-0